# 国道345号

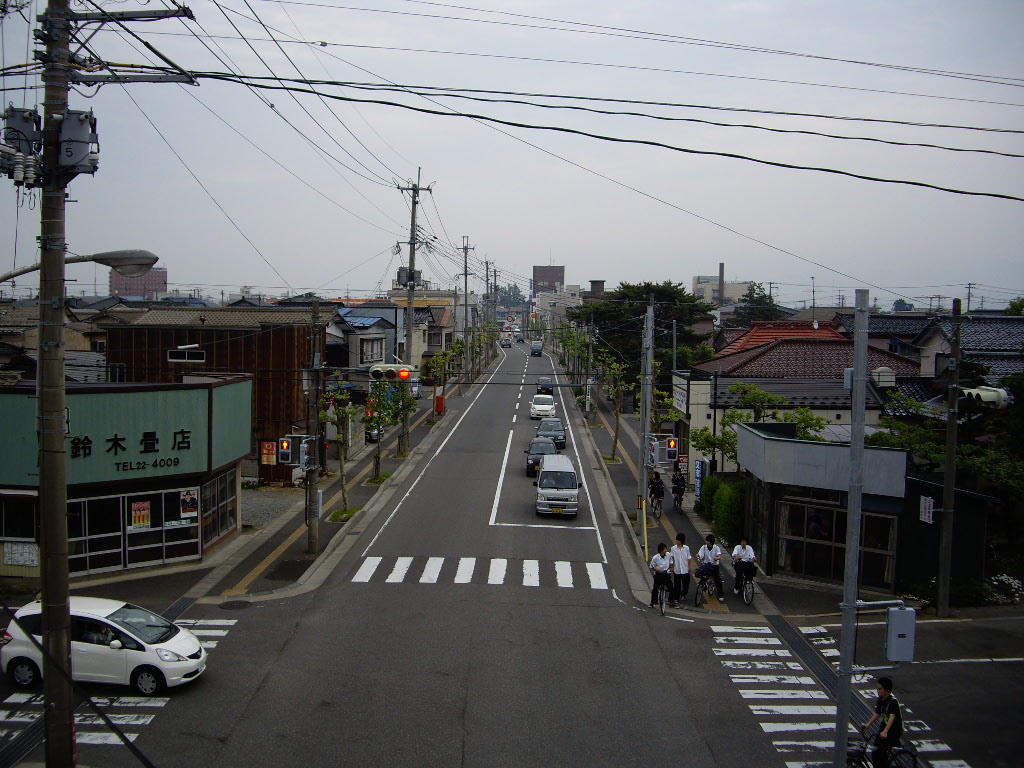
山形県鶴岡市錦町付近

国道345号（こくどう345ごう）は、新潟県新潟市中央区から山形県飽海郡遊佐町に至る一般国道である。

## 概要

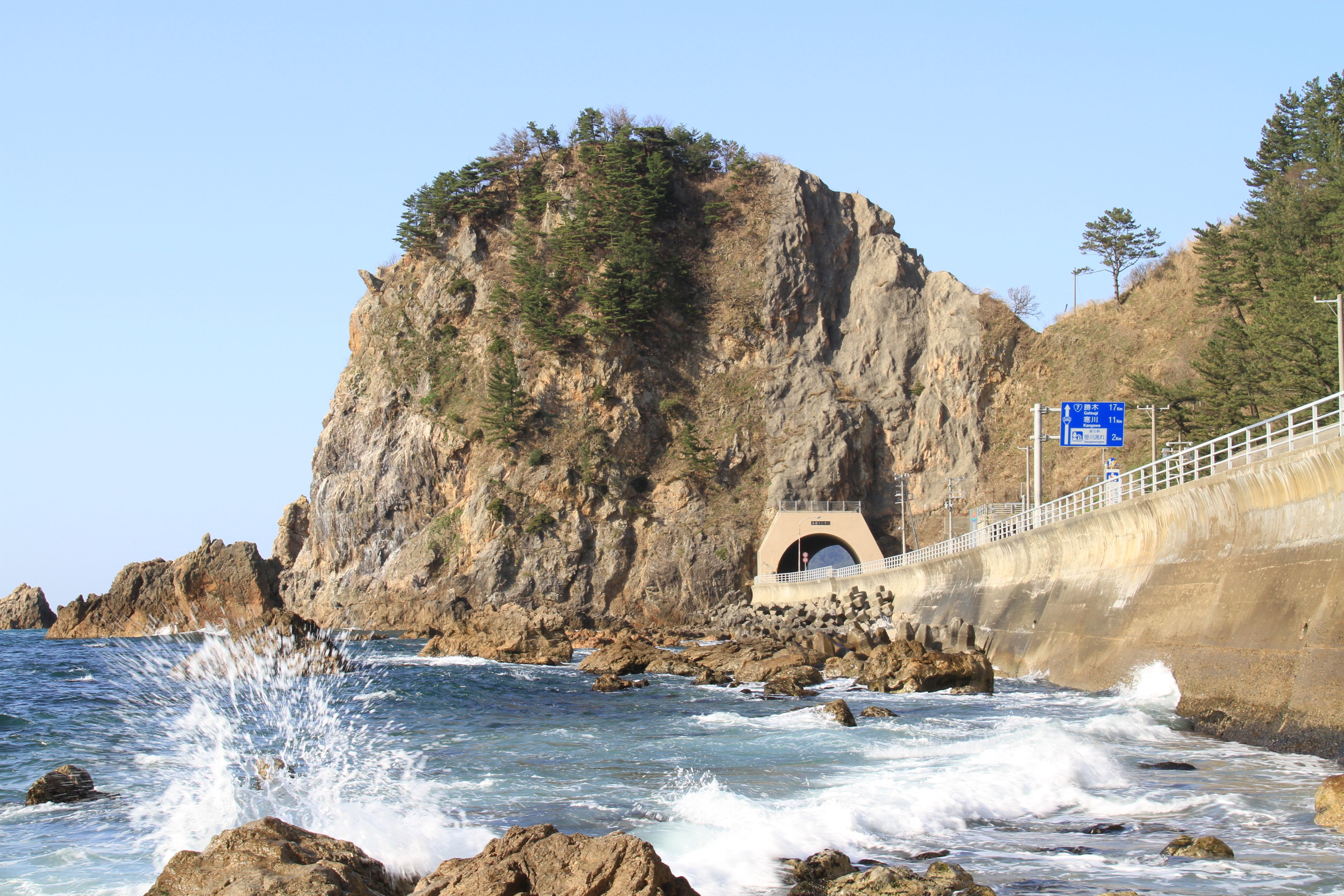
新潟県村上市馬下付近。日本海夕日ライン「笹川流れ」の景観。

ほぼ全線にわたって国道7号と並行している。新潟県内の区間は国道7号から海岸寄り、山形県内の区間は内陸寄りを並行している。また、新潟県新潟市から同県村上市にかけて日本海東北自動車道が、新潟県村上市から山形県鶴岡市にかけてJR東日本羽越本線がそれぞれ並行している。
新潟市から北蒲原郡聖籠町の区間は新潟西港、新潟空港、新潟東港などの重要な港湾施設付近を通過する。聖籠町以北は日本海沿いのルートとなり、特に村上市内の区間は日本百景に指定されている笹川流れを通る。山形県内ではルートが内陸寄りとなる。このうち、鶴岡市内の区間は一部大型車通行不能の狭隘な区間があり、冬季は通行止めとなる。

### 路線データ
一般国道の路線を指定する政令に基づく起終点および重要な経過地は次のとおり。
- 起点：新潟市（新潟市中央区万代三丁目2453番4、東港線十字路 = 国道7号・国道8号・国道17号・国道113号交点、国道350号起点）
- 終点：山形県飽海郡遊佐町（女鹿交差点 = 国道7号交点）
- 重要な経過地：豊栄市[注釈 2]（横土居）、新潟県北蒲原郡中条町[注釈 3]、村上市（瀬波）、同県岩船郡山北町[注釈 4]、山形県西田川郡温海町[注釈 5]、鶴岡市、同県東田川郡立川町[注釈 6]、同県飽海郡八幡町[注釈 7]
- 総延長 : 225.3 km（山形県 109.9 km、新潟県 74.4 km、新潟市 40.9 km）重用延長を含む[2][注釈 8]
- 重用延長 : 72.1 km（山形県 6.1 km、新潟県 25.0 km、新潟市 40.9 km）[2][注釈 8]
- 未供用延長 : なし[2][注釈 8]
- 実延長 : 153.2 km（山形県 103.8 km、新潟県 49.4 km、新潟市 - km）[2][注釈 8]
  - 現道 : 148.9 km（山形県 100.8 km、新潟県 48.1 km、新潟市 - km）[2][注釈 8]
  - 旧道 : 4.3 km（山形県 3.0 km、新潟県 1.3 km、新潟市 - km）[2][注釈 8]
  - 新道 : なし[2][注釈 8]
- 指定区間：国道7号、国道47号と重複する区間（新潟県村上市・勝木交差点 - 山形県鶴岡市・奥田交差点、東田川郡庄内町・西興屋交差点 - 狩川交差点、飽海郡遊佐町・菅里交差点 - 西浜交差点））[3]

## 歴史
現行の道路法（昭和27年法律第180号）に基づく一般国道の路線として、1974年（昭和49年）11月12日政令第364号の公布によって第3次追加指定され、翌1975年（昭和50年）4月1日施行によって国道になった路線である。 路線指定当初は、村上市 - 山形県飽海郡遊佐町（国道7号交点）間の国道指定を受けていたが、村上市以西については、1981年（昭和56年）4月30日政令第153号の一般国道の路線指定公布、翌1982年（昭和57年）4月1日施行で、これを延長するかたちで新潟市 - 山形県飽海郡遊佐町間が国道指定された。新潟市 - 胎内市間は国道113号との重複区間である。 
日本海の景勝地である笹川流れを通る区間は交通難所で、国道指定を受けた1975年（昭和50年）当初は、松陰第三隧道やアジリキ隧道などの木製支保工を持つ坑道のような素掘りトンネルがいくつもあり、道路改良が終わる1980年代半ば頃まで使われた。結果、この区間では非常に多くのバイパス道路が建設され、多数の区間が国道指定当初のルートから変更されている。

### 年表
- 1975年（昭和50年）4月1日 - 一般国道345号（村上市 - 山形県飽海郡遊佐町）として指定施行[5]。
- 1982年（昭和57年）4月1日 - 起点側を延伸し、一般国道345号（新潟市 - 山形県飽海郡遊佐町）として指定施行[6]。
- 1990年（平成2年）7月27日 - 今川バイパス供用開始、開通式挙行[7]。
- 1993年（平成5年）4月1日 - 国道113号の経路変更に伴い、北蒲原郡中条町[注釈 3]までの区間が重複区間となる[8]。
- 1999年（平成11年）ごろ - 福島潟放水路河口部の開削事業に伴い、国道7号新新バイパス豊栄IC- 東港IC間を横土居バイパスが開通するまで、暫定的に指定。

- 2000年（平成12年）4月13日 - 鶴岡南バイパスが部分供用[9]。これに伴い、鶴岡市内の経路が変更された[注釈 9]。
- 2004年（平成16年）5月13日 - 鶴岡南バイパスが全線暫定開通[10]。これに伴い、鶴岡市井岡 - 鶴岡市大宝寺町交差点間の経路が、鶴岡南バイパスを経て国道112号鶴岡東バイパスを経由する経路に再度変更された。
- 2012年（平成24年）3月29日 - 横土居バイパスが開通。これに伴い、国道7号の暫定指定区間が解除された。
- 2013年（平成25年）4月2日 - 新潟市東区下山交差点 - 新潟市北区神谷内北交差点の経路を、新潟県道17号新潟村松三川線（通称「新潟空港アクセス道路」）を経てござれや阿賀橋を通過する経路に変更する[11]。
- 2024年（令和6年）10月8日 - 村上市桑名～板貝間の大型乗用自動車等の通行止め解除[12]。なお大型貨物の通行規制は継続。

## 路線状況
笹川流れ周辺の区間は主要地方道村上温海線時代の1968年（昭和43年）までに自動車通行可能の道路として全線開通したが、1980年代までは集落内の生活道路や、断崖絶壁で海岸沿いの非常に狭縊な幅員が続く未改良区間が多数存在していた。このため、国道昇格後の1980年代以降、特に自動車の通過が困難であったトンネルを中心に順次改良され、現在は概ね2車線で整備されている。

### 通称
- 東港線（ボトナム通り）
- 新潟飛行場道路（空港通り）
- 日本海夕日ライン（新潟市東区（平和町交差点）以北の新潟県内）
- 坂町鼠ヶ関道
- 鼠ヶ関バイパス
- 羽州浜街道

### バイパス
- 新潟県
  - 東港線バイパス（新潟市東区長者町 - 新潟市中央区沼垂西三丁目、新潟市街方面のみ開通）
  - 横土居バイパス（新潟市北区笹山東 - 同区横土居）
  - （胎内市村松浜 - 村上市荒川縁新田）
  - 瀬波バイパス（村上市八日市 - 村上市松山）
  - （村上市大月 - 村上市野潟）
  - （村上市野潟 - 村上市間島）
  - （村上市間島）
  - （村上市柏尾 - 村上市早川）
  - （村上市早川）
  - （村上市馬下）
  - 馬下隧道（村上市馬下）
  - 馬下大橋（村上市馬下）
  - （村上市浜新保）
  - （村上市桑川）
  - （村上市板貝 - 村上市今川）
  - （村上市今川）
  - （村上市脇川）
  - （村上市寒川）
  - （村上市寝屋）
  - （村上市寝屋 - 村上市勝木）
  - 府屋バイパス（村上市府屋 - 村上市岩崎）
- 山形県
  - （鶴岡市小名部）
  - （鶴岡市関川 - 鶴岡市越沢）
  - （鶴岡市越沢）
  - （鶴岡市温海川）
  - （鶴岡市温海川 - 鶴岡市菅野代）
  - 鬼坂バイパス（鶴岡市菅野代 - 鶴岡市関根）
  - 大日坂トンネル（鶴岡市田川 - 鶴岡市湯田川）
  - 鶴岡南バイパス（鶴岡市井岡 - 鶴岡市外内島）
  - （東田川郡庄内町狩川）
  - （酒田市山寺 - 酒田市中牧田）
  - 飛鳥バイパス（酒田市中牧田 - 酒田市山楯）
  - （酒田市生石 - 酒田市寺田）
  - （飽海郡遊佐町豊岡）
  - 遊佐バイパス（飽海郡遊佐町小原田 - 飽海郡遊佐町北目）
  - （飽海郡遊佐町北目 - 飽海郡遊佐町菅里＜ - 飽海郡遊佐町吹浦＞）

### 旧道
- 新潟市東区下山（下山交差点） - 新潟市北区神谷内（神谷内北交差点）：新潟県道17号新潟村松三川線
- 新潟市北区白勢町 - 新潟市北区横土居：新潟市道
- 新潟市北区笹山 - 新潟市北区木崎（豊栄IC）：新潟県道46号新潟中央環状線
- 新潟市北区木崎（豊栄IC) - 北蒲原郡聖籠町大字藤寄（東港IC）：国道7号＜新新バイパス＞
- 北蒲原郡聖籠町大字藤寄（東港IC） - 新潟市北区横土居：新潟県道556号新潟東港線
- 胎内市村松浜（村松浜交差点） - 胎内市築地：新潟県道54号中条紫雲寺線
- 胎内市築地：胎内市道
- 胎内市築地 - 胎内市乙：新潟県道3号新潟新発田村上線
- 胎内市乙 - 胎内市乙（乙交差点）：胎内市道
- 胎内市乙（乙交差点） - 村上市荒川縁新田（荒川縁新田交差点）：新潟県道3号新潟新発田村上線
- 村上市八日市（八日市13交差点） - 村上市松山：新潟県道3号新潟新発田村上線
- 村上市肴町（肴町交差点） - 村上市石原（石原交差点）：新潟県道3号新潟新発田村上線
- 山形県鶴岡市  関川峠

### 重複区間
起点から胎内市までの区間は国道113号と完全に重複している。ただし、道路標識の案内は「国道113号」のみである。なお、新潟市北区の一部の区間で新潟県道46号新潟中央環状線とも重複しているが、この区間では国道113号と新潟県道46号新潟中央環状線の案内が両方設置されている一方で、国道345号の案内は設置されていない。また、国道113号の起点は新潟市中央区の本町交差点である一方、国道345号は同区東港線十字路であり起点は異なる。
- 国道350号（新潟県新潟市中央区・東港線十字路（起点） - 新潟市中央区・三和町交差点）
- 国道113号（新潟県新潟市中央区・東港線十字路（起点） - 胎内市・桃崎浜交差点）
- 国道7号（新潟県村上市・勝木交差点 - 山形県鶴岡市・奥田交差点）
- 国道112号（山形県鶴岡市・外内島南バイパス入口交差点 - 鶴岡市・大宝寺町交差点）
- 国道47号（山形県東田川郡庄内町・西興屋交差点 - 東田川郡庄内町（狩川交差点）
- 国道344号（山形県酒田市・市条交差点 - 酒田市・観音寺交差点）
- 国道7号（山形県飽海郡遊佐町・菅里交差点 - 飽海郡遊佐町・西浜交差点）

### 道路施設

#### 橋梁
- ござれや阿賀橋
- 胎内大橋
- 旭橋
- 瀬波橋
- 馬下隧道
- 馬下大橋

#### トンネル
- 瀬波温泉トンネル
- 府屋第一トンネル
- 府屋第二トンネル
- 鬼坂トンネル
- 大日坂トンネル

#### 道の駅
- 新潟県
  - 笹川流れ（村上市）
- 山形県
  - 道の駅鳥海（海のエリア）（飽海郡遊佐町）

### 交通規制
| 規制内容                               | 区間                                        | 距離     |
| -------------------------------------- | ------------------------------------------- | -------- |
| 冬季閉鎖区間                           | 山形県鶴岡市越沢字獺寝沢 - 山形県鶴岡市関川 |          |
| 通行不能区間（大型車・中型・特殊車両） | 山形県鶴岡市関川地内                        | 約0.3 km |

## 地理
新潟県北部の日本海の海岸線に沿って国道345号が走る笹川流れは、海から打ち寄せる波の浸食作用でできた眼鏡岩などの数々の奇岩や洞窟がある約11 km続く海岸で、名勝天然記念物にも指定されており、夏は海水浴客が多く集まるところである。また、日本海に沈む夕日の名所としても知られている。

### 通過する自治体
- 新潟県

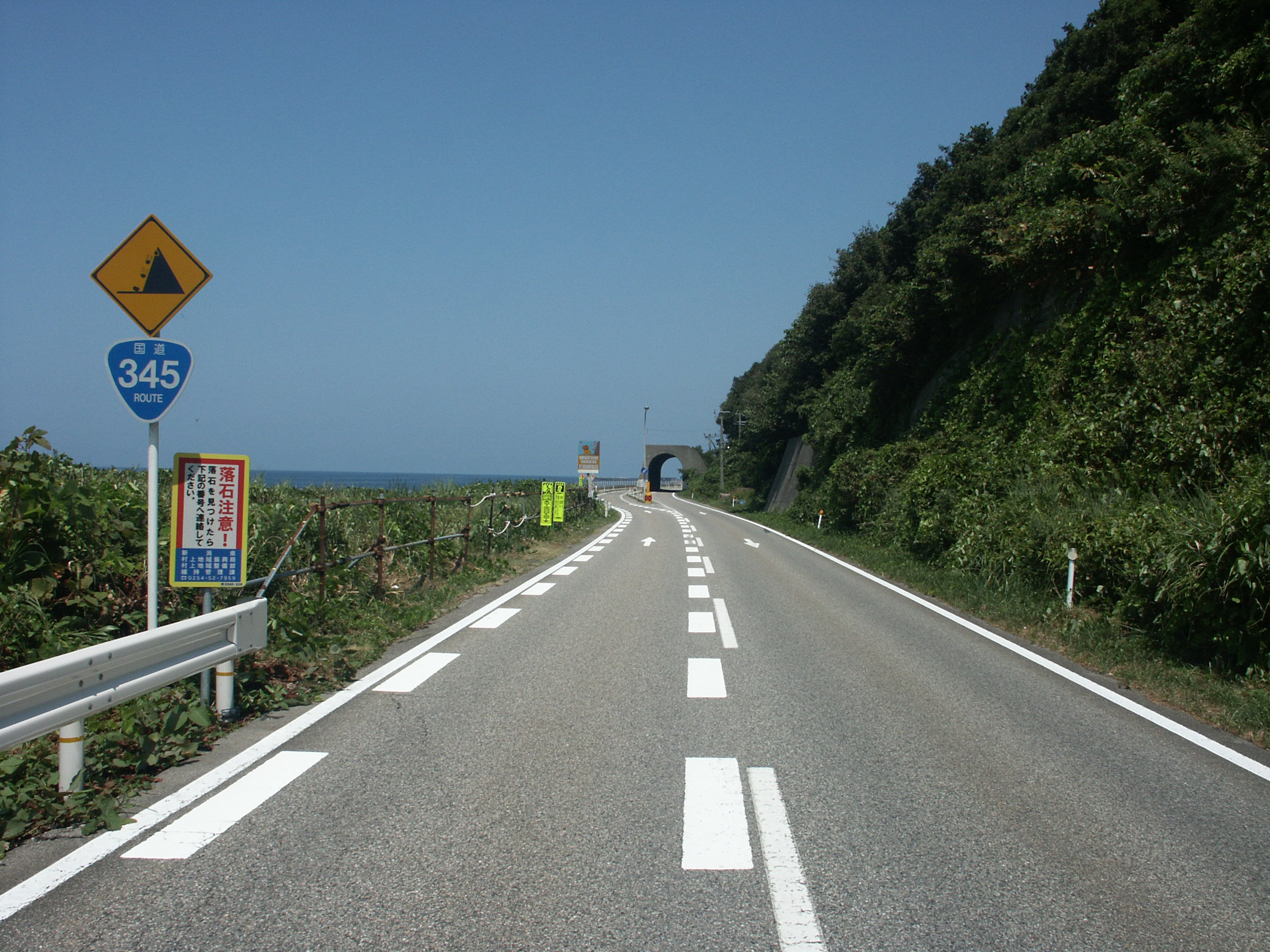
新潟県村上市芦谷付近

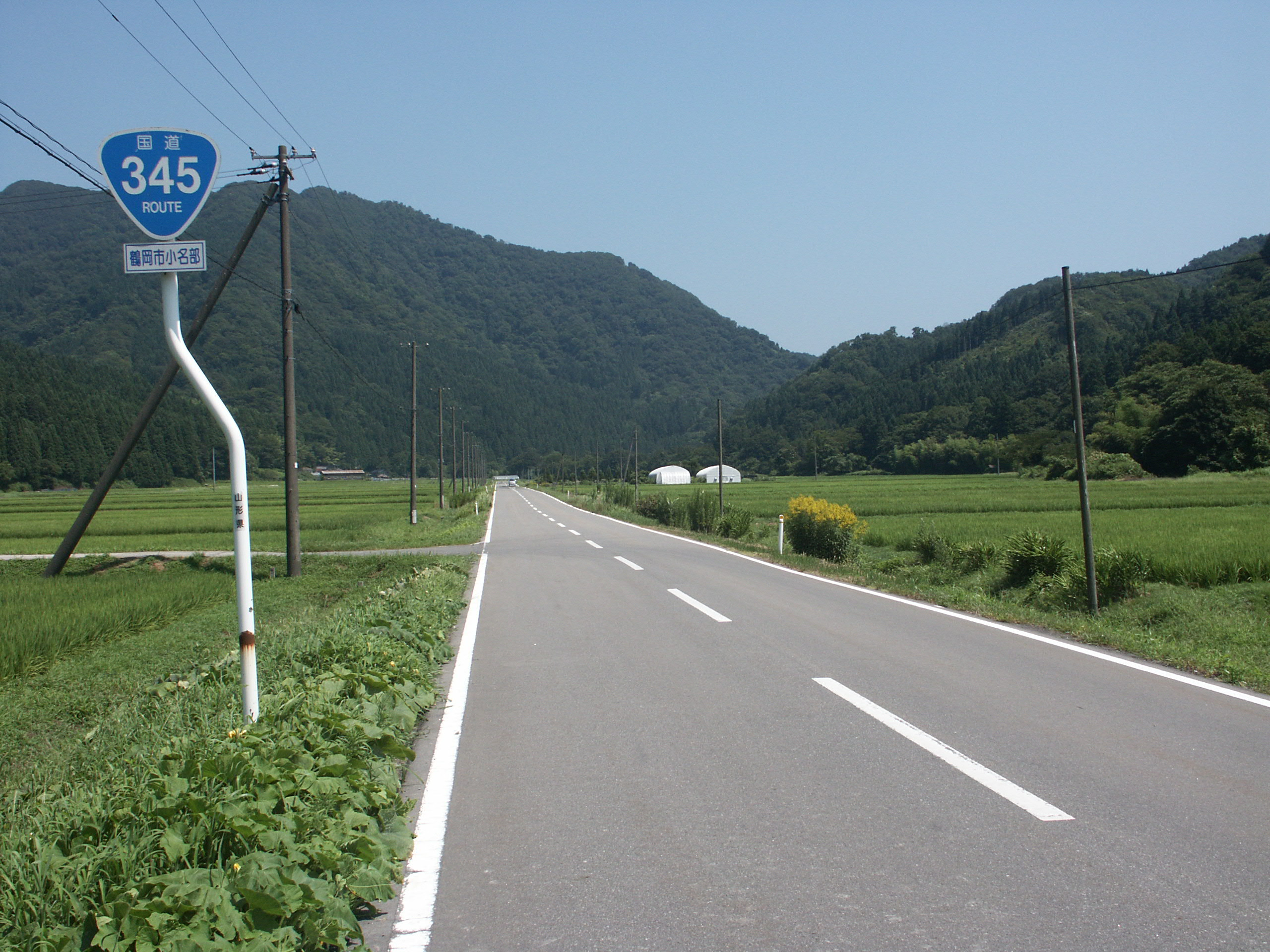
山形県鶴岡市小名部付近

  - 新潟市（中央区 - 東区 - 北区）- 北蒲原郡聖籠町 - 新発田市 - 胎内市 - 村上市
- 山形県
  - 鶴岡市 - 東田川郡庄内町 - 酒田市 - 飽海郡遊佐町

### 交差する道路
- 国道7号・国道8号・国道17号・国道113号・国道350号（新潟市中央区・東港線十字路）
- 国道350号（新潟市中央区・三和町交差点）
- 国道113号（胎内市・桃崎浜交差点）
- 国道7号（村上市・勝木交差点）
- 国道7号（鶴岡市鼠ヶ関）
- 国道112号（鶴岡市外内島）
- 国道112号（鶴岡市・大宝寺交差点）
- 国道47号（東田川郡庄内町・狩川交差点）
- 国道344号（酒田市・市条交差点）
- 国道344号（酒田市・観音寺交差点）
- 国道7号（飽海郡遊佐町菅里）
- 国道7号（飽海郡遊佐町吹浦）